# Pytho
Pytho är ett släkte av skalbaggar tillhörigt familjen barkplattbaggar. Det finns tre arter i Norden och totalt i världen åtminstone 9 arter.

## Arter
- Mindre barkplattbagge, P. abieticola (Sahlberg, 1875)[1]
- Pytho americanus (Kirby, 1837)
- Pytho depressus (Linnaeus, 1767)[2]
- Större barkplattbagge, P. kolwensis (Sahlberg, 1833)[3]
- Pytho niger (Kirby, 1837)
- Pytho nivalis (Lewis, 1888)
- Pytho planus (Olivier, 1795)
- Pytho seidlitzi (Blair, 1925)
- Pytho strictus (LeConte, 1866)

Alla tre arter i Norden är rödlistade.